# Соколов, Алексей Петрович (физик)
Алексе́й Петро́вич Соколо́в (22 февраля [6 марта] 1854, Калуга — 26 марта 1928, Москва) — русский физик, профессор Московского университета.

## Биография
Родился в бедной семье нотариуса; был пятым ребёнком в семье.
По окончании в 1873 году Калужской гимназии (с золотой медалью) поступил на физико-математический факультет Московского университета. Уже со второго курса начал работать в физической лаборатории, незадолго до этого организованной профессором А. Г. Столетовым.
Окончил курс в Императорском Московском университете в 1877 году с золотой медалью за сочинение «О кручении упругих призм» и был оставлен на кафедре физики для приготовления к профессорскому званию. После сдачи в январе 1879 года магистерских экзаменов отправлен на два года за границу, где работал в Берлинском университете под руководством профессоров Гельмгольца и Кирхгофа. Результатом стала статья «Из теории света».
Женился на Александре Демидовой, дочери Н. Н. Муравьёва-Карсского.
После возвращения в августе 1881 года назначен сначала в Императорский Варшавский университет, где читал курс теоретической физики; затем, после защиты в феврале 1882 года магистерской диссертации «О гальванической поляризации электродов» (которую выполнил в Берлине), в январе 1883 года переведён в Императорский Московский университет, где в должности доцента стал читать лекции по теоретической физике, физической географии с метеорологией, а также руководил практическими занятиями студентов в физической лаборатории. В ноябре 1884 года А. П. Соколов стал экстраординарным профессором по кафедре физики и физической географии.
В марте 1886 года после защиты докторской диссертации на тему «Опытное исследование электрических колебаний в электролитах», выполненной целиком в Московской физической лаборатории,утверждён в степени доктора физики. Только в апреле 1891 года А. П. Соколов был утверждён ординарным профессором Московского университета. Также преподавал в 3-й Московской гимназии.
В 1894 году преподавание опытной физики в Московском университете было разделено на два параллельных двухгодичных курса. Один из них до конца своей жизни читал А. Г. Столетов, а другой — А. П. Соколов.
С 1901 года А. П. Соколов начал интересоваться областью радиоактивных явлений. В Императорском Московском университете читал курс «Радиоактивность», однако практические занятия со студентами смог организовать только через 10 лет.
В 1904 году взялся за организацию физического практикума и издал первое «Руководство физическим практикумом» (1909), ставшее настольной книгой для студентов-физиков. Через университетский физический практикум прошли многие будущие академики (тогда студенты) А.А. Андронов, Б.Б. Введенский, С.И. Вавилов, П.П. Лазарев, Г.С. Ландсберг, М.А. Леонтович, М.А. Марков, А.Л. Минц, И.Е. Тамм, И.М. Франк, А.В. Шубников. Много лет руководил физической лабораторией Московского университета. Столетов — один из основателей Физического института при Московском университете. Он и А.Г. Столетов — основоположники первой в стране аспирантуры по физике, которая организовала систематическую подготовку квалифицированных научных кадров в России. Делом всей жизни Соколова стала преподавательская деятельность.
Первый период научной деятельности (диссертация и ряд работ) посвятил явлениям электролиза.
С 1 января 1905 года  — действительный статский советник. В феврале 1907 года утверждён в звании заслуженного профессора Московского университета.
По выслуге 30-летнего срока в 1909 году вышел на пенсию, но продолжал работу в университете вне штата. В 1911 году А. П. Соколов перенёс тяжёлую операцию и в 1912 году выехал на лечение во Францию. В Париже работал в лаборатории М. Кюри.
Изучал внутренний тепловой режим Земли в связи с её радиоактивностью и выдвинул (1910) идею о продолжающемся разогреве земных недр внутренними источниками тепла.
В 1919 году избран профессором на вновь учреждённую кафедру физики при медицинском факультете 1-го МГУ, (до 1922), а также профессором физики в открывшейся тогда Высшей медицинской школе 2-го МГУ (до 1924). Кроме того, читал курс «радиоактивности» для студентов химического отделения физико-математического факультета 1-го МГУ.
В начале 1927 года А. П. Соколов стал действительным членом Исследовательского института физики и кристаллографии.

## Изучение радиоактивности природных объектов
А. П. Соколов был крупнейшим русским специалистом по изучению радиоактивности природных объектов в начале XX века.  С 1903 года изучал радиоактивность вод минеральных источников и лечебных  грязей. Исследовал воды источников «Нарзан», «Ессентуки № 17», Елизаветинского источника в Пятигорске, Сергиевских и Столыпинских минеральных вод в Самарской губернии, а также лечебные грязи Тамбуканского озера в Пятигорске, Куяльницкого и Хайжтбейского лиманов (Одесса), Сакского и Мойнакского озёр в Евпатории. Летом 1903 года установил, что углекислый газ из источника «Нарзан» радиоактивен, а воздух около пятигорского фонтана Юцкого водопада ионизирован. В 1903 году первым в мире высказал мысль о важности ионизации воздуха в бальнеологии и климатотерапии (речь, произнесенная в годичном заседании Русского бальнеологического общества в Пятигорске, на тему «Ионизация и радиоактивность атмосферного воздуха», «Записки общества». — 1904 г.). Ошибочно предполагал, что  положительное влияние на организм оказывают положительно заряженные ионы воздуха.
В 1912 году вместе с ассистентами К.П. Яковлевым и А. П. Снесарёвым при Физическом институте ИМУ создал радиологическую лабораторию, куда от различных минералогических учреждений и отдельных краеведов поступали образцы минералов, руд и воды из минеральных источников. В лаборатории была исследована радиоактивность ферганской руды, из которой в 1921 году были получены первые концентрированные препараты радия.
Автор 20 научных работ по радиоактивности природных объектов.

## Публикации
- «О кручении призматических тел» («Математический сборник Московского математического общества», 1878 — удостоено золотой медали);
- «Элементарный закон взаимодействия токов и магнитов» («Журн. Русск. Физ.-Хим. Общ.», 1878);
- «Из теории электричества» (Учен. записки Моск. унив., Москва, 1880);
- О гальванической поляризации электродов (Учен. записки Моск. унив., Москва, 1881 — Магистерская диссертация);
- «Из теории света» (Учен. записки Моск. унив., Москва, 1882);
- «К теории кривой дифракционной сетки» (там же, 1883);
- «Опытное исследование электрических колебаний в электролитах» («Журн. Рус. Физ.-Хим. Общ.», 1887);
- «К теории поляризационных токов» («Труды отд. физ. наук общ. люб. естествозн.», М., 1890);
- «Работы Гельмгольца по электричеству в связи с химией» («Ученые Записки Моск. унив.», 1892);
- « Критика методы Винкельмана-Щегляева для определения диэлектрических постоянных» («Журнал Русск. Физ.-Хим. Общ.» 1892);
- «О зависимости упругости насыщенного пара от сил электрич. поля» («Журн. Рус. Физ.-Хим. Общ.», 1894; то же во франц. «Journal de Physique», 1896);
- «Опытное исследование электролиза воды» (там же и на немецком языке в «Wied. Ann. der Phys. u. Chem.», 1896),
- «Сжижение газов» («Физич. Обозрение», Варшава, 1900);
- «Физический практикум Московского университета» (1909);
- «Внутреннее состояние земли в связи с её радиоактивностью» // Изв. Физ. ин-та и Ин-та биофизики, 1920, № 1, с. 167—178;
- «Радиоактивность Земли» («Физическое обозрение», 1911).

## Награды
- орден Св. Станислава II ст. (1890), I ст. (1911)
- орден Св. Анны II ст. (1899)
- орден Св. Владимира IV ст. (1902), III ст. (1908)